# 金熊寺
金熊寺（きんゆうじ）は、大阪府泉南市信達金熊寺にある真言宗御室派の寺院。山号は一乗山。本尊は如意輪観音。宗教法人名は観音院。隣接する信達神社とともに大阪みどりの百選に選定されている。

## 歴史
天武天皇10年（682年）に、役行者が夢のお告げによって土中より金銅仏を得、自らも木仏を彫り上げて堂を建立してそこに安置したのを起源とする。その際、寺名は役行者が金峯・熊野の両神を勧請し、当寺の北にある信達神社に合祀して信達神社を当寺の鎮守にしたことにちなんで金熊寺としたという。以降、信達神社は神仏習合もあって金熊寺大権現宮と呼ばれるようになった。
正安元年（1299年）には、永仁の徳政令の煽りを受けて焼き討ちに遭い諸堂が罹災したが、本尊と薬師堂は焼失から免れたという。
応長2年（1312年）と延元3年（1338年）には修復が行われ、元に近い姿に戻された。
天正5年（1577年）に織田信長による雑賀攻め、次いで天正13年（1585年）には羽柴秀吉による根来攻めと相次いで行われた紀州征伐の兵火に遭って焼失したが、信達村の人々によって承応2年（1654年）に再興された。
1868年（明治元年）の神仏分離により、信達神社は金熊寺から独立した。
金熊寺は多くの堂、塔頭を擁する寺院であったが、現在は塔頭の観音院のみが残って金熊寺の寺跡を継いでいる。

## 境内
- 本堂
- 庫裏
- 鐘楼

## 梅林
金熊寺は古くから泉州の梅の名所として知られ、隣接する信達神社とともに大阪みどりの百選に選定されている。
延宝2年（1674年）に信達神社神主・矢野氏に「この地に梅樹を植えると神領益々隆盛となる」というお告げがあり、矢野氏一族及び土地の人々の手によって栽培された。
1898年（明治31年）に印刷された『泉州金熊寺梅渓全図』によると、根来街道に沿って六尾から桜地蔵付近まで梅林が続いている。

## 前後の札所
和泉西国三十三箇所
28 長慶寺　-　29 金熊寺　-　30 長楽寺
阪和西国三十三ヶ所観音霊場
28 林昌寺　-　29 金熊寺　-　30 地福寺